# Westliche Nektarfledermaus

Skizze des Verbreitungsgebiets

Die Westliche Nektarfledermaus (Lonchophylla hesperia) ist ein seltenes im nordwestlichen Südamerika verbreitetes Fledertier in der Familie der Blattnasen. Das Typusexemplar stammt aus der Provinz Tumbes im Norden von Peru.

## Merkmale
Diese mittelgroße Nektarfledermaus ist ohne Schwanz 59 bis 68 mm lang, die Schwanzlänge liegt bei 7 bis 13 mm und das Gewicht beträgt etwa 10 g. Die Art hat 35 bis 41 mm lange Unterarme, Hinterfüße von 8 bis 15 mm Länge und 10 bis 16 mm lange Ohren. Die Westliche Nektarfledermaus hat weiches und langes Fell, das auf der Oberseite hellbraun und unterseits noch heller graubraun ist. Typisch sind eine lange Schnauze und ein Nasenblatt mit einer runden Grundform und einem skalpellförmigen kurzen Aufsatz. Es sind abgerundete Ohren vorhanden und die Flughaut ist nur spärlich mit Haaren bedeckt. Die Schwanzlänge entspricht etwa der halben Breite der Schwanzflughaut. Diese Fledermaus hat einen Fersensporn (Calcar), der kürzer als der Fuß ist.

## Verbreitung und Lebensweise
Das Verbreitungsgebiet reicht vom zentralen Peru bis in den äußersten Süden von Ecuador. Die Art lebt im Flachland und in den Anden bis 2000 Meter Höhe. Die Westliche Nektarfledermaus lebt in Bergwäldern sowie Galeriewäldern und besucht Halbwüsten, Weide- und Ackerflächen sowie Buschland. In den bewohnten Gebieten in Ecuador liegt die durchschnittliche Temperatur bei 23,7 °C und die jährliche Niederschlagsmenge bei 300 bis 590 mm.
Ein Individuum in Ecuador ruhte in einem von Menschen geschaffenen Verschlag etwa vier Meter über dem Grund. Diese Versteck wurde mit anderen Fledermäusen wie dem Gemeinen Vampir, der Gemeinen Blütenfledermaus (Glossophaga soricina) und dem Peruanischen Fruchtvampir (Artibeus fraterculus) geteilt. Die Nahrung besteht vermutlich ausschließlich aus Nektar. Früchte zählen nicht dazu. Bei einem Männchen waren die Hoden im Juli fortpflanzungsbereit.

## Gefährdung
Der Bestand ist hauptsächlich durch die Umwandlung der Wälder in Ackerland bedroht. Bis zum Jahr 2015 waren nur etwa 15 Exemplare bekannt. Die IUCN listet die Westliche Nektarfledermaus in der Vorwarnliste (near threatened).